# Phoibe (Bibel)

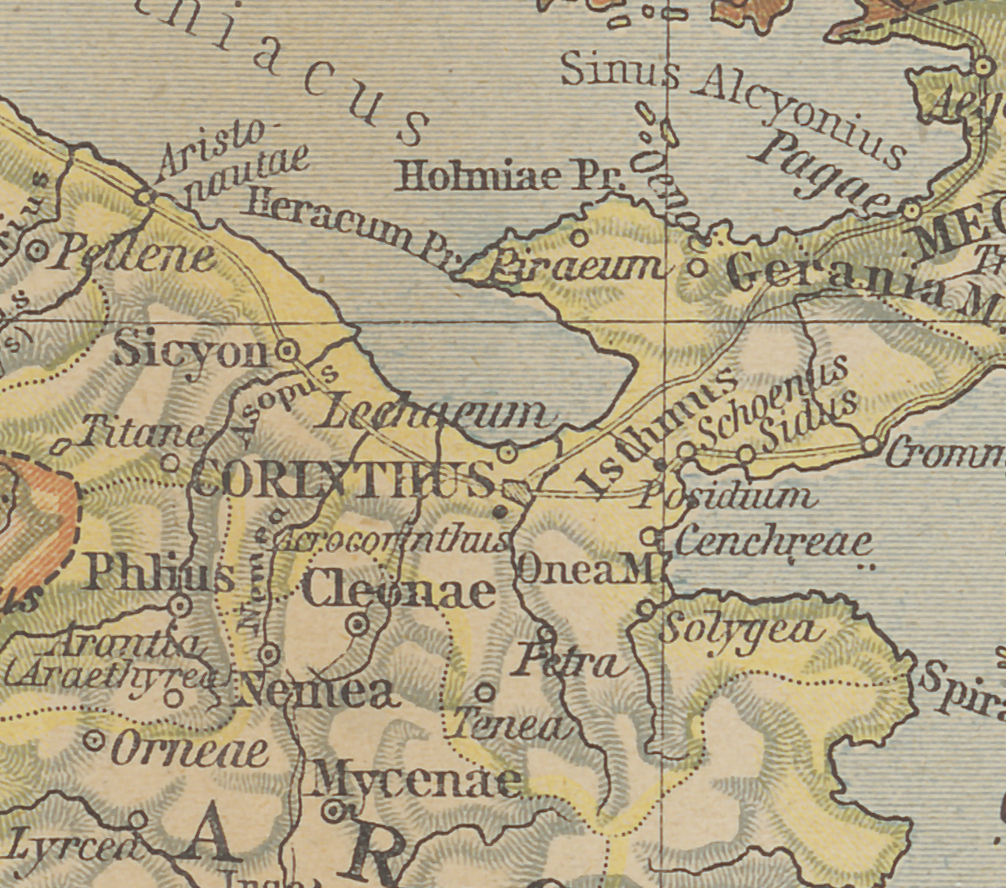
Landkarte: antikes Kenchreä

Phoibe, Phöbe oder Phoebe (griech. Φοίβη) († Ende 1. Jahrhundert in Rom oder Korinth) ist eine Frau, die im Dienst der antiken christlichen Gemeinde von Kenchreä bei Korinth stand. Sie wird vom Apostel Paulus in dessen Brief an die Römer erwähnt (Röm 16,1 ).

## Leben
Laut den Angaben des Paulus war Phoibe diakonisch tätig, sie hat „vielen beigestanden“, auch dem Apostel selbst. Der Begriff „beistehen“ wurde in der Antike normalerweise als Rechtsbeistand begriffen. Daher könnte Phoebe Christen, die auf der Durchreise waren (Korinth war ein wichtiger Hafenstützpunkt), bei geschäftlichen oder gerichtlichen Erledigungen zur Seite gestanden haben. 
Angesichts der Rollen von Frauen in der Antike ist es erstaunlich, dass Paulus sie erwähnt, noch dazu in der hier zum Vorschein kommenden Bedeutung. Daher gilt sie vielfach als erste Frauengestalt der Kirchengeschichte von Bedeutsamkeit.
Phöbe wurde zudem als „Dienerin der Gemeinde in Kenchreä“ beschrieben, wobei „Dienen“ auch den Tischdienst umfasste, also das Beherbergen und Bewirten von durchreisenden oder notleidenden Menschen. Vielleicht hatte Phoibe auch einen Verkündigungsauftrag. In der feministischen Theologie wurde auch darüber nachgedacht, ob Phoibe möglicherweise eine Patronin, also eine Schutzherrin oder Vorsteherin der Gemeinde in Kenchreä war, der schlussendlich sogar Paulus unterstand. Dass Frauen auch Gemeindevorstand sein konnten, wird auch von Lydia, einer Purpurhändlerin der Gemeinde in Philippi, vermutet.
In der theologischen Forschung wird kontrovers diskutiert, ob Phoebe möglicherweise die Überbringerin des Römerbriefes war. Denn Paulus erwähnt darin (V. 16,1f), dass Phoebe nach Rom komme, und bittet die römische Gemeinde um herzliche Aufnahme der Phoebe.

### Reaktivierung des altkirchlichen Diakonissenamtes nach dem Vorbild der Phoibe
Johann Friedrich Oberlin nutzte im Jahr 1791 das Vorbild der Phoebe von Kenchreä für seine umfassende Diakoniereform. Phoebe stand zudem Patin bei der Reaktivierung des altkirchlichen Diakonissenamts durch Theodor Fliedner (1800–1864), dem Begründer des Kaiserswerther Diakonissenmutterhauses. So legte Fliedner 1839 in § 1 der Hausordnung des Diakonissenmutterhauses fest: „Die Diakonissen haben nach apostolischer Gemeinde-Ordnung den Beruf, wie Phöbe am Dienst der Gemeinde zu Kenchrea (Röm. 16,1) unseren Christengemeinden zu dienen ...“ Von Friedrich Klönne (1794–1834) stammte von protestantischer Seite aus im Jahr 1820 der Vorschlag, die Vaterländischen Frauenvereine der Gemeinde im Sinne des altkirchlichen Diakonissenamtes zu gestalten. Im Kampf um das Evangelium standen Paulus auch zwei Frauen der Gemeinde in Philippi bei, Euodia und Syntyche. Auch Thekla von Iconium wird als Unterstützerin des Apostels Paulus genannt.

### Verehrung als Heilige
Phoibe wird als Heilige verehrt; ihr Gedenktag für die Evangelisch-Lutherische Kirche in Amerika ist der 27. Januar, für die Lutherische Kirche – Missouri-Synode der 25. Oktober und für die Römisch-Katholische sowie die Orthodoxe Kirche der 3. September. Sie soll entweder in Rom oder Korinth gestorben sein.

## Dokumentarfilm
- ZDF-Dokumentation: Die verschwundenen Frauen. Jesus und die vergessenen Säulen des Christentums, Maria Magdalena, Junia, Phöbe und Lydia, 1. April 2013. ZDF Doku: Die verschwundenen Frauen.